# Montpezat-sous-Bauzon
 Montpezat-sous-Bauzon  es una población y comuna francesa, ubicada en la región de Ródano-Alpes, departamento de Ardèche, en el distrito de Largentière y cantón de Montpezat-sous-Bauzon.

## Demografía
| 820 | 693 | 676 | 649 | 698 | 634 |
| Para los censos de 1962 a 1999 la población legal corresponde a la población sin duplicidades (Fuente: INSEE [Consultar]) |     |     |     |     |     |